# دوبولتي
دوبولتي Dubulti هي أحد أحياء وأقدم جزء من مدينة يورمالا في لاتفيا.
تستمد المستوطنة اسمها من ليت دوبولتس، الذي كان يملك بيتا هناك في القرن الخامس عشر.  وذكرت دوبولتي في كتب التاريخ لأول مرة في القرن الثامن عشر.  وتشكلت مستوطنة لصيد الأسماك فيها لاحقا. وبعد الغزو الفرنسي لروسيا عام 1812 أصبحت دوبولتي نقطة استراحة للذاهبين إلى كورلاند. واتخذها النبلاء مكان استراحة في شواطئها في عام 1814. وأطلق الألمان على دوبولتي اسم "غودنبورغ" نسبةً إلى السكان اليهود الذين استقروا هناك.  وفي عام 1841 سميت المستوطنة اسمًا رسميًا هو دوبلن (بالروسية: Дуббельн)‏.  
تقع دوبولتي حيث تشكل حلقة متعرجة من نهر ليلوبي برزخًا بطول 300 متر (980 قدم). وكان التآكل الناتج عن النهر مشكلة كبيرة في القرن الثامن عشر وهدد القرية. وكان لا بد من نقل الطريق الممتد بالقرب من النهر خلف أقرب الأراضي إلى الموقع الحالي. 
في عام 1920، أصبحت دوبولتي المركز الإداري لمدينة ريغاس يورمالا. وبنيت قاعة المدينة عام 1930. 
ومن معالم دوبولتي الكنيسة اللوثرية ومصحة "مارينباد" التي أسسها الطبيب يوهان كريستيان نوردستروم  في عام 1870، والكنيسة الأرثوذكسية التي بنيت حوالي عام 1860.
تأسست محطة سكة حديد دوبولتي في عام 1877. وأصبحت دوبولتي في عام 1951 المحطة النهائية لأول خط سكة حديد مكهرب على الإطلاق في أراضي لاتفيا - وهو خط ريغا - دوبولتي. ثم تم تمديد الكهرباء إلى محطة سكة حديد كيميري بعد سنوات قليلة.

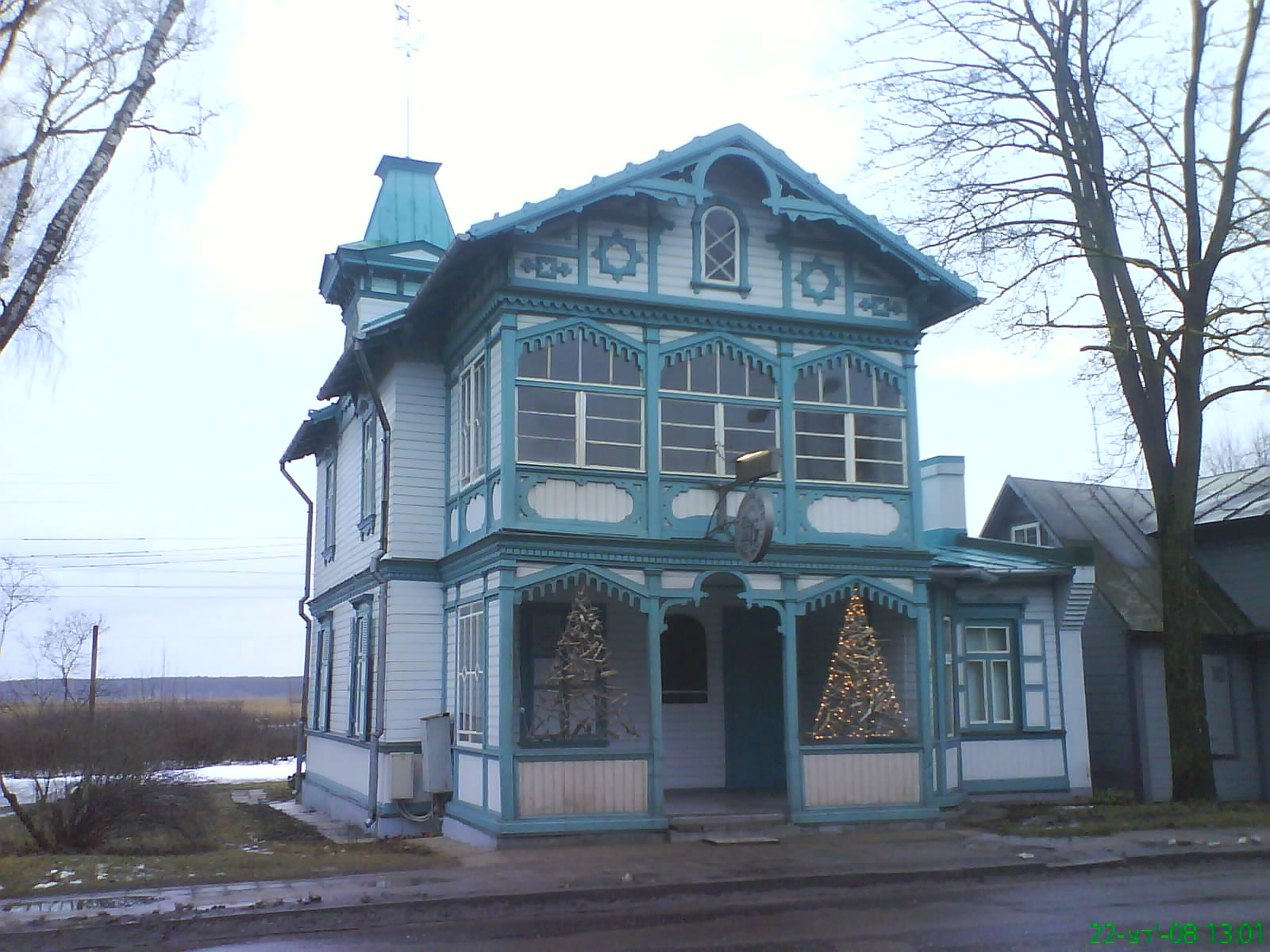
منزل الشاعرة أسبازيا في دوبولتي